# Another Lonely Night
„Another Lonely Night” – drugi singel amerykańskiego piosenkarza Adama Lamberta, promujący jego trzeci album, zatytułowany The Original High. Singel swoją premierę miał 9 października 2015 roku nakładem wytwórni fonograficznej Warner Bros.
Nagranie w Polsce uzyskało status złotej płyty.

## Teledysk
Premiera teledysku odbyła się 9 października 2015 roku, a jego reżyserem jest Luke Gilford. Wideo przedstawia jeden dzień z życia czterech osób mieszkających w Las Vegas, piosenkarza występującego w nocnym klubie, tancerki rewiowej, urzędniczki udzielającej ślubu oraz męskiego striptizera. Jedną z czterech osób występujących w teledysku jest transpłciowa aktorka Gigi Gorgeous. 

## Notowania
| Kraj (2015–16)                           | Najwyższa pozycja |
| ---------------------------------------- | ----------------- |
| Australia (Top 50 Singles)               | 107               |
| Holandia (Dutch Top 40)                  | 35                |
| Polska (AirPlay – Top)                   | 5                 |
| Stany Zjednoczone (Adult Top 40)         | 25                |
| Stany Zjednoczone (Hot Dance Club Songs) | 18                |

## Historia wydania
| Kraj              | Data              | Format                        | Źródło               |
| ----------------- | ----------------- | ----------------------------- | -------------------- |
| Stany Zjednoczone | 17 listopada 2015 | Contemporary hit radio        | [ 12 ]               |
| Stany Zjednoczone | 17 listopada 2015 | Hot adult contemporary        | [ 13 ]               |
| Świat             | 4 grudnia 2015    | Digital download – Remixes EP | [ 14 ] [ 15 ] [ 16 ] |